# Julio Buitrago
Julio Buitrago Urroz (1944-15 de julio de 1969) fue un revolucionario nicaragüense.
Julio Buitrago fue miembro de la Dirección Nacional Histórica del Frente Sandinista de Liberación Nacional, organizador y primer jefe de la Resistencia Urbana. Ostentó el grado de Comandante y es conocido como el "Padre de la resistencia urbana".
Murió el 15 de julio de 1969 durante el asalto que tropas de la Guardia Nacional (GN) efectuaron contra la casa de seguridad que el FSLN tenía en el barrio Frixione (también llamado barrio Maldito), ubicada de Las Delicias del Volga 1 cuadra al norte y 1 cuadra al este (actual Distrito II de la ciudad de Managua), debido a una delación.
Fue un miembro relevante en la constitución y conformación del FSLN, acérrimo defensor de seguir la línea cubana afirmando que:
"estamos peleando por alcanzar para los obreros y campesinos nicaragüenses los derechos que hemos visto con nuestros propios ojos en la Cuba socialista."

## Biografía
Nació en el año 1944 en la ciudad de Managua en el seno de una familia humilde. Desde niño realizó diferentes trabajo como; vender gaseosas (refrescos embotellados) y laboró de conserje en limpieza en el ya desaparecido Cine Luz.
Realizó sus estudios en diferentes centros y terminó en el Instituto Nacional Central Miguel Ramírez Goyena.
Un año antes ya había denunciado en un acto público el elevado índice de analfabetismo que había en Nicaragua.

## Juventud Patriótica Nicaragüense
Comenzó desde muy joven su militancia política. El 12 de enero de 1960, con 16 años de edad, junto a José Benito Escobar, Germán Pomares, Salvador Buitrago Morales, Roger Vázquez, Daniel Ortega Saavedra, Jorge Navarro, Orlando Quiñónez, Ignacio Briones Torres, Johny Vogel y Joaquín Solís Piura funda el movimiento Juventud Patriótica Nicaragüense.
Participa activamente en el 1.º aniversario de la Masacre Estudiantil del 23 de julio en León en 1960 y en un acto de protesta cambió el nombre de la calle, que hasta entonces se llamaba Avenida Roosevelt, por el de Avenida Sandino. Participó organizando el paro estudiantil en protesta del asesinato de un grupo de sandinistas en el Bocay.

## Integración al FSLN
En 1964 se integra en el FSLN donde tiene como asesor a José Benito Escobar. El año siguiente entra a formar parte del Comité Ejecutivo del Frente Estudiantil Revolucionario (FER). En 1966 es enviado como representante del FSLN a Guatemala y entra a formar parte de la Dirección Nacional del FSLN pasando a ostentar la responsabilidad de la Resistencia Urbana.
Participó en varios asaltos bancarios hechos por el FSLN y estando en Cuba le dijo al periodista Carlos Guadamuz: "Me dieron tantos golpes que me hicieron orinar sangre, pero no me sacaron ni una palabra."
Poco después viaja a Cuba y un año después regresa siendo detenido en Costa Rica. Cuando es puesto en libertad el 12 de marzo entra clandestinamente a Nicaragua.

## Caída en combate
El 15 de julio de 1969, por la tarde, la Guardia Nacional detecta y ataca la casa de seguridad que el FSLN tenía en el barrio Maldito cerca de Las Delicias del Volga, en ella se hallaban Gloria Campos, su hija Martha Lorente, Mirna Mendoza, Doris Tijerino Haslam y Buitrago.
Ordena que todos abandonen la casa, para hacer frente al ataque de la Guardia Nacional que movilizó más de 300 hombre y apoyados por un tanque Sherman y una avioneta artillada.
Buitrago murió en ese ataque después de resistir 3 horas con una subametralladora M3 estadounidense de calibre .45 . El ataque fue transmitido en vivo y directo por el Canal 6 de la televisión nacional, lo cual sirvió para dotar a los muchachos sandinistas con un halo de invencibilidad ante los ojos del pueblo nicaragüense.
La misma tarde, la GN atacó otra casa de seguridad del FSLN en el barrio Santo Domingo, cuyo ataque duró hasta las 10 de la noche. Ahí murieron los guerrilleros Marco Antonio Rivera, Aníbal Castrillo y Alesio Blandón.

### Casa museo
En el barrio Santa Ana, de la gasolinera Texaco Delicias del Volga, cuadra y media al norte y una cuadra al este se ubica la Casa-Museo "Comandante Julio Buitrago Urroz". (Actualmente Distrito II, Managua)
Es una casa de dos plantas que mantiene la fachada original en la que se conservan las huellas de disparos producto del asalto que realizó la Guardia Nacional. Se exponen fotografías y objetos personales del comandante Julio Buitrago.
En 1969 la casa estaba alquilada por el FSLN por mediación de Gloria Campos, que no estaba fichada como militante sandinista.

### Resistencia y asalto
El 14 de julio de 1969, la víspera del asalto, Julio Buitrago manifestó su preocupación porque 
Edgard La Gata Murguía le había comentado que había sido seguido por agentes de la Oficina de Seguridad Nacional (OSN) y que estos habían controlado los movimientos de una persona que llegaba a la casa. También, habían llegado rumores de que "algo" podía pasar, lo que suscito un debate sobre la conveniencia de abandonar la casa.
El día 15, se hallaban en la casa Gloria Campos y su hija Martha Lorente, Mirna Mendoza, Doris Tijerino y Julio. Todos estaban en la planta baja, cuando comenzó el ataque, Julio Buitrago subió al piso superior. Doris llevó a Martha Lorente donde se encontraba su madre y fueron capturadas por la Guardia Nacional. La Guardia Nacional tenía información de que en la casa había varias personas y sospechaban que podría estar Carlos Fonseca Amador.
La Guardia Nacional destacó unos 300 hombres para asaltar la vivienda, junto a ellos un tanque y una avioneta que bombardearon el edificio. La Guardia Nacional asaltó también la casa vecina y asesinó a un muchacho panadero que encontró dentro, luego obligaron a Tijerino a decir que era hermano suyo.
Mientras los efectivos de la Guardia Nacional se cebaban con la casa en donde solamente quedaba Buitrago armado con un subfusil M3 estadounidense de 45 mm, un equipo del canal de televisión Canal 6 comenzó a retransmitir el asalto en vivo y directo para todo el país.
El desigual enfrentamiento acabó cuando Julio Buitrago cayó muerto después de resistir tres horas. La Guardia Nacional pensaba que se estaba enfrentando a un comando guerrillero cuando solamente había un hombre.